# Hydrographischer Dienst
Ein hydrographischer Dienst ist ein hydrologischer Dienstleister, der meist im Auftrag eines Staates bzw. der öffentlichen Hand (Gemeinde, Bundesland, Kanton usf.) tätig ist. Daneben gibt es auch zahlreiche grenzübergreifende Verbünde entlang der großen Ströme und Meeresküsten.

## Aufgaben
Hydrographische Dienste erfassen und kartieren die Gewässer und ihre Einzugsgebiete, sowohl Oberflächengewässer als auch Grundwassersysteme (Hydrographie im Sinne einer Fachdisziplin der Geographie) und beobachten und messen hydrologische Prozesse (Hydrographie im Sinne der Datenaufzeichnung). Zentrales Anliegen ist die wissenschaftliche Forschung zur genauen Kenntnis des Wasserkreislaufes (der wiederkehrenden Aufeinanderfolge von Niederschlag, Abfluss und Verdunstung).
Die hydrographischen Dienste geben die Basis für die Wasserwirtschaft (Wasserkraftnutzung), für den Schiffsverkehr, die Wasserversorgung und den Hochwasserschutz und das diesbezügliche Wassermanagement.
Aufgaben sind die Ermittlung der nutzbaren Wasserressourcen, die Vorhersage von hydrologischen Prozessen (Hydrografischer Nachrichtendienst) – insbesondere auch Hochwasserwarnungen (Hochwasserwarndienst, Hochwassermeldedienst) – und die hydrologische Bemessung wasserwirtschaftlicher Anlagen, wie auch das Umweltmonitoring (etwa auch für Badegewässer).

## Geschichte und Organisationsformen
Historisch betrachtet entwickelten sich die hydrographischen Dienste aus der reinen Gewässergeographie im 19. Jahrhundert im Themenfeld Hochwasserschutz, ab dem 20. Jahrhundert zunehmend auch in der Entwicklung der Wasserkraft. In den 1960ern wurde die Erforschung des Grundwasserdargebots und der Wasserbilanz immer wichtiger, ab den 1970ern trat der ökologische Aspekt der Gewässerreinhaltung hinzu, womit hydrographische Dienste ein wichtiger Faktor in der Umweltüberwachung wurden. Im 21. Jahrhundert rücken die Geoinformation und die Auswirkung des Klimawandels in den Fokus.
Hydrographische Dienste sind oft eng mit meteorologischen Diensten verbunden (Hydrometeorologischer Dienst). Daneben gibt es aber auch Verbindung mit Institutionen der Wasserwirtschaft in wirtschaftlicher Hinsicht, oder mit Umweltbehörden im Hinsicht auf Umwelt- und Naturschutz. Wo die Binnenschifffahrt relevant ist, besteht auch Zusammenarbeit mit den Schifffahrtsbehörden (so bauen viele Ämter für ihr Flussgebiet Flussinformationssysteme auf, in die neben Verkehr auch Hydrographie einfließt).

## Datenquellen und Messnetze
Basis der Arbeit ist die kartographische Erfassung, Aufnahme und Vermessung der Gewässersysteme und Einzugsgebieten, wie auch der Gewässerbetten (Gewässerprofil) und Wasserbauwerke (etwa Querbauwerke wie Staumauern, Wehre, Geschiebesperren, aber auch Häfen, Entlastungsgerinne oder Kanäle). Diese wurden früher in Landkarten erfasst, heute findet die Arbeit vorrangig in Geoinformationssystemen elektronisch statt, und wird mit anderen geowissenschaftlichen Informationen vernetzt.
Die Aufnahme der Gewässer umfasst deren Lage, die Stationierung (Kilometrierung) und ihren Zusammenhang (hierarchisierung nach Vorfluter, Klassierung über Flussordnungszahlen), und die Vergabe von Identifikationscodes (Gewässerkennzahlen) wie auch Festlegung der Namen der Gewässer (Hydronymika). Dazu werden Verzeichniswerke wie etwa ein Wasserbuch geführt.
Die Aufnahme der Gefahrenpotentials eines Gewässers beruht auf der Ermittlung seines Abflussregimes, also seinem Verhalten bezüglich Niederschlag und Zufluss oberhalb einer gewissen Stelle.
Grundlegende Methodik ist der Aufbau eines umfassenden Messnetzes und die Erarbeitung hydrographischer Modelle, sowohl im statischen Sinne (Gewässernetzmodelle) wie auch dynamische Zu- und Abflussmodelle (in Zusammenwirkung mit Niederschlagsmodellen und Glaziologie).
Wichtige speziellere Messnetze sind:
- Pegelstellen für den Wasserstand (und Erfahrungswerte über Stand und Ganglinie)
- Durchfluss/Abfluss besonders an Querwerken
- Grundwassermessstellen
- Quellmessstellen für die Schnittstelle Grundwasser/Oberflächenwasser (die Aquifere werden durch Markierungsversuche erforscht)
- Wassertemperatur
- Geschiebeerhebung für den fluvatilen Massentransport und Änderung des Gewässerprofils
- Feststoffmessnetze für Schwebstoffe
- Wasserchemische Messnetze für Schadstoffe